# Bataille de Martigné-Ferchaud
Chouannerie
La bataille de Martigné-Ferchaud se déroula lors de la Chouannerie. Elle vit l'attaque du bourg fortifié de Martigné-Ferchaud par les Chouans.

## La bataille
Le 29 septembre 1795, 1 500  à   2 000 Chouans commandés par Pierre Louis Godet de Châtillon attaquèrent le bourg de Martigné-Ferchaud désirant s'emparer des forges de la place qui était défendue par 150 hommes commandés par le capitaine Didier. Les troupes chouannes étaient composées d'Angevins du pays de Pouancé et de Bretons de la division de Châteaubriant commandée par Jean Terrien et de la division de La Guerche-de-Bretagne. Tandis que Jean Terrien surveillait le sud afin de repousser d'éventuels renforts républicains venus de Châteaubriant au sud, le reste des Chouans passait à l'attaque à 4 heures du matin, cependant les Républicains retranchés dans le bourg se défendaient efficacement et parvinrent à contenir les Chouans, les belligérants se fusillèrent pendant 4 heures sans grand résultat. Cependant 250 soldats républicains sortirent de La Guerche-de-Bretagne au nord et se portèrent sur Martigné-Ferchaud. Sur la route des détachements de Chouans tentèrent à trois reprises de les arrêter mais furent à chaque fois repoussés. Finalement les Républicains parvinrent à percer les lignes chouannes et à renforcer la garnison alors que celle-ci était en train de plier. Découragés, les Chouans renoncèrent et se replièrent.

## Les pertes
Le capitaine Didier fut félicité par le général Humbert pour sa défense. Selon le rapport républicain, les pertes républicaines furent de 10 blessés et aucun tué. Cependant, d'après l'état des pertes du 9e bataillon de Paris, 5 hommes du bataillon, dont un caporal, sont tués à Martigné le 29 septembre 1795.
Pontbriand évoque brièvement l'affaire dans ses mémoires et affirme que les Chouans eurent au moins 10 tués.